# Aiptasia diaphana
Aiptasia diaphana is een zeeanemonensoort uit de familie Aiptasiidae.
Aiptasia diaphana is voor het eerst wetenschappelijk beschreven door Rapp in 1829.